# Mataruge, Pljevlja
Mataruge este un sat din comuna Pljevlja, Muntenegru. Conform datelor de la recensământul din 2003, localitatea are 256 de locuitori (la recensământul din 1991 erau 386 de locuitori).

## Demografie
În satul Mataruge je prema posljednjem popisu stanovništva živjelo 233 punoljetna stanovnika, a prosječna starost stanovništva je iznosila 53,6 de ani (51,4 la bărbați și 55,8 la femei). În satul je bilo 104 domaćinstva, a projsečan broj članova po domaćinstvu je bio 2,46.
Această localitate este populată majoritar de sârbi (conform recensământului din 2003).
|  |

| Demografie | Demografie | Demografie |
| An         | Locuitori  | Locuitori  |
| ---------- | ---------- | ---------- |
|            |            |            |
|            |            |            |
|            |            |            |
|            |            |            |
| 1948       | 665        |            |
| 1953       | 775        |            |
| 1961       | 878        |            |
| 1971       | 818        |            |
| 1981       | 548        |            |
| 1991       | 386        | 386        |
| 2003       | 260        | 256        |

| \| Componența etnică conform recensământului din 2003[2] \| Componența etnică conform recensământului din 2003[2] \| Componența etnică conform recensământului din 2003[2] \| Componența etnică conform recensământului din 2003[2] \| Componența etnică conform recensământului din 2003[2] \| \| ----------------------------------------------------- \| ----------------------------------------------------- \| ----------------------------------------------------- \| ----------------------------------------------------- \| ----------------------------------------------------- \| \| \| \| \| \| \| \| Sârbi \| Sârbi \| \| 176 \| 68,75% \| \| Muntenegreni \| Muntenegreni \| \| 72 \| 28,12% \| \| necunoscută \| necunoscută \| \| 0 \| 0% \| |              |  |     |        |
| Componența etnică conform recensământului din 2003 |              |  |     |        |
| |              |  |     |        |
| Sârbi | Sârbi        |  | 176 | 68,75% |
| Muntenegreni | Muntenegreni |  | 72  | 28,12% |
| necunoscută | necunoscută  |  | 0   | 0%     |